# Ernst Steiner (Politiker)

Ernst Steiner

Ernst Steiner (* 28. Oktober 1920 in Hallau; † 7. Juni 2012; heimatberechtigt in Hallau und Birrwil) war ein Schweizer Politiker (BGB/SVP).

## Leben
Ernst Steiner, Sohn des Kaufmanns Ernst Steiner senior, besuchte seit 1935 die Kantonsschule Schaffhausen. Steiner, Mitglied des Kantonschul-Turn-Vereins, legte dort 1939 die Maturität ab. Seit 1941 widmete er sich dem Studium der Jurisprudenz an den Universitäten Zürich, Lausanne sowie Bern, dort wurde er 1945 zum Dr. iur. promoviert, bevor er 1947 das Anwaltspatent erwarb.
1945 begann Ernst Steiner seine berufliche Laufbahn als Akzessist der Staatskanzlei, später war er als Gerichtsschreiber in Schaffhausen angestellt. Nach einer einjährigen Tätigkeit im Eidgenössischen Versicherungsamt in Bern, wurde er 1949 in Schaffhausen zum Staatsanwalt gewählt. 1959 wechselte Steiner als Generalagent zur Schweizerischen Mobiliar, eine Stellung, die er bis 1967 innehielt. 1968 wurde Ernst Steiner, der zusätzlich von 1965 bis 1976 das Amt des Oberrichters ausübte, zum Direktor der Portland-Zementwerke Thayngen AG bestellt, eine Position, die er bis 1985 bekleidete. Darüber hinaus amtierte er dort von 1984 bis 1996 als Verwaltungsratspräsident.
Das BGB- (später SVP-)Mitglied war von 1957 bis 1968, davon im Amtsjahr 1967 als Präsident, sowie von 1977 bis 1984 im Schaffhauser Kantonsrat vertreten. 1979 erfolgte seine Wahl in den Ständerat, in dem er bis 1987 einsass. Dort galt sein Engagement den Belangen der Schweizer Armee, den Anliegen der Arbeitgebervertreter sowie der Kartellgesetzrevision.
Steiner nahm verschiedene Verwaltungsratsmandate wahr, unter anderem bei der Suva und der Georg Fischer AG. In den Jahren 1953, 1954 und 1958 war er Mitglied der Schweizer Korea-Mission. In der Schweizerischen Armee hatte er im Rang eines Brigadiers das Kommando der Grenzbrigade 6 über. Zusätzlich hatte er die Präsidentschaft der Offiziersgesellschaft Schaffhausen inne. Ernst Steiner, der 1950 Hanny, die Tochter des Holzhändlers Paul Heer, heiratete, verstarb 2012 in seinem 92. Lebensjahr.